# ITAPAC
ITAPAC è stata una rete a commutazione di pacchetto, basata su protocollo X25, nata nel 1984 per iniziativa dell'Amministrazione delle poste e delle telecomunicazioni, realizzando i nodi della rete italiana presso le Centrali Telex della stessa Amministrazione P.T., e passata nei primi anni novanta in gestione alla SIP. Il contributo poi del centro di ricerca CSELT fu determinante sia in termini tecnici, sia nella determinazione di SIP come cogestore della rete in coordinamento con il Ministero P.T.
Abbastanza usata per uso professionale fino a tutti gli anni novanta, ha conosciuto un progressivo declino, superata da linee dati più economiche nonché dalla tecnologia di internet, fino a essere utilizzata come linea di backup da ATM ("bancomat") e POS, oltre a qualche residuo mainframe.
Con una comunicazione agli utenti nel 2008 l'azienda che la operava al momento, Telecom Italia, rendeva noto il recesso dal contratto, raccomandando il passaggio a reti più moderne basate su Internet. La cessazione definitiva del servizio è avvenuta il 31 luglio del 2009.

## Origini
Inizialmente l'accesso avveniva tramite linea telefonica dedicata o commutata diretta verso il nodo di commutazione più vicino che prendeva in carico il pacchetto, tipicamente di 255 byte, instradandolo verso la destinazione tramite concentratori e una rete di modem ad alta velocità.
Agli inizi era disponibile la connessione a 300 o 1200 baud, poi aggiornata a 1200 o 2400.
Ogni pacchetto era costituito da 7 bit di carattere, parità pari e 1 bit di stop (7-1-Even).
Ogni connessione iniziava con l'invio del proprio identificativo utente (NUI) e dell'identificativo della destinazione a cui collegarsi (NUA); la tariffazione era basata sul conteggio dei pacchetti trasmessi più che sull'effettivo tempo di connessione. Tra le opzioni, vi era l'addebito a carico del destinatario.

## Tipologia di impiego e Modalità di Connessione
L'impiego di ITAPAC permetteva di migliorare la qualità dei collegamenti sulle lunghe distanze rispetto alle connessioni effettuate tramite linee punto-punto dedicate o commutate, e di ridurre i costi che comunque rimanevano importanti.
Dato che i nodi di commutazione erano perlopiù posti nei capoluoghi di provincia del nord Italia, nel 1990 SIP istituì il servizio Easy Way offrendo la possibilità di accedere tramite i due numeri nazionali 1421 (1200 baud) e 1422 (2400 baud).
Nel frattempo le connessioni dirette su linea dedicata erano arrivate a supportare fino a 9600 baud.
ITAPAC veniva utilizzata per interconnettere centri di elaborazione dati, università, uffici periferici, BBS, agenzie bancarie, ATM ("bancomat") e POS. Facendo parte del circuito EURONET permetteva di interconnettere facilmente anche apparati posti all'estero.
Durante l'ultimo periodo degli anni 90 e primi 2000, con la diffusione negli uffici della tecnologia di linea telefonica ISDN, era anche possibile collegarsi ad ITAPAC tramite il canale D di questo tipo di linea; questo canale, con una banda di 16 kbit/s, era in grado di supportare il traffico necessario per il tipo di informazioni veicolate da/verso ITAPAC.
Oggi le stesse funzionalità alla base di ITAPAC, lo scambio di pacchetti tra due apparecchiature digitali, può essere effettuata velocemente tramite un tunnel VPN sulla rete Internet.